# Егоров, Виктор Владимирович
Виктор Владимирович Егоров (род. 8 сентября 1964, Красноярск) — советский боксёр, чемпион и призёр чемпионатов СССР, призёр чемпионата Европы, мастер спорта СССР международного класса. Сначала выступал за «Трудовые резервы», а с 1984 года — за Вооружённые Силы (Владимир). В 1989 году перешёл в профессиональный бокс.

## Спортивные результаты

### Любительская карьера
- Бокс на летней Спартакиаде народов СССР 1983 года — ;
- Бокс на летней Спартакиаде народов СССР 1986 года — ;
- Чемпионат СССР по боксу 1986 года — ;
- Чемпионат СССР по боксу 1987 года — ;

### Профессиональная карьера
| Результат | Рекорд | Оппонент                       | Метод                | Дата                 | Место                          |
| --------- | ------ | ------------------------------ | -------------------- | -------------------- | ------------------------------ |
| Победа    | 10-1   | Майк Джефферсон (6-5-1) · США  | Единогласное решение | 1 июля 1992 года     | США, Нью-Йорк, Бруклин         |
| Победа    | 9-1    | Майк де Вито (11-7-2) · США    | Нокаут               | 30 октября 1991 года | США, Пуэрто-Рико, Сан-Хуан     |
| Победа    | 8-1    | Ричард Джарвис (11-9-1) · США  | Нокаут               | 2 марта 1991 года    | США, Калифорния, Сан-Хосе      |
| Поражение | 7-1    | Майк Браун (14-19-2) · США     | Технический нокаут   | 2 октября 1990 года  | США, Пенсильвания, Филадельфия |
| Победа    | 7-0    | Джеймс Стоукс (6-0-0) · США    | Технический нокаут   | 7 августа 1990 года  | США, Миссисипи, Билокси        |
| Победа    | 6-0    | Даниель Перес (5-0-0) · США    | Раздельное решение   | 17 июля 1990 года    | США, Монтана, Бьютт            |
| Победа    | 5-0    | Тайрон Кинг (1-2-0) · США      | Нокаут               | 15 мая 1990 года     | США, Калифорния, Сан-Диего     |
| Победа    | 4-0    | Льюис Медина (4-2-0) · Мексика | Нокаут               | 26 апреля 1990 года  | США, Аризона, Финикс           |
| Победа    | 3-0    | Брайан Флеминг (2-0-0) · США   | Технический нокаут   | 27 марта 1990 года   | США, Невада, Рино              |
| Победа    | 2-0    | Эрик Коул (4-5-0) · США        | Технический нокаут   | 25 октября 1989 года | Англия, Лондон, Уэмбли         |
| Победа    | 1-0    | Майк Вильямс (0-4-0) · США     | Нокаут               | 20 августа 1989 года | Россия, Москва                 |